# Boussay (Indre-et-Loire)
Boussay is een gemeente in het Franse departement Indre-et-Loire (regio Centre-Val de Loire) en telt 251 inwoners (2006). De plaats maakt deel uit van het arrondissement Loches.

## Geografie
De oppervlakte van Boussay bedraagt 26,9 km², de bevolkingsdichtheid is 10,0 inwoners per km².
Twee rivieren stromen door de gemeente: de Claise stroomt er middendoor en de Muanne op de grens met Le Petit-Pressigny.
De onderstaande kaart toont de ligging van Boussay (Indre-et-Loire) met de belangrijkste infrastructuur en aangrenzende gemeenten.

## Demografie
Onderstaande figuur toont het verloop van het inwonertal (bron: INSEE-tellingen).

Er is geen bediening door openbaar vervoer.

## Geboren
- Jacques-François Menou (1750-1810), generaal